# Оркестр интуитивной музыки
Оркестр интуитивной музыки / Intuitive music orchestra — московская этно-группа, работающая в стиле «интуитивный этно фри-джаз».

## О проекте
Оркестр интуитивной музыки создал в 2001 году музыкант, композитор, режиссёр и психолог Ян Бедерман. Оркестр никогда не репетирует в традиционном понимании, его основой является свободная музыкальная философия. Музыканты Оркестра используют свыше 400 инструментов со всех континентов Земли. Стиль исполняемой Оркестром музыки характеризуют как интуитивный этно фри-джаз. Композиции Оркестра интуитивной музыки можно услышать на более чем 135 радиостанциях мира.
Оркестр интуитивной музыки дважды принимал участие в престижном международный фестивале независимой музыки «South by Southwest» (SXSW—2008 и SXSW—2009) в Остине, США.
Оркестр неоднократно принимал участие в музыкальных фестивалях в Чехии, Греции, Египте, России и Украине. В 2007 году альбом «Осторожно! Двери открываются» был признан самым интересным экспериментальным выпуском года в Европе.
Оркестр интуитивной музыки выступает только в небольших залах (клубы, кафе), позволяющих музыкантам ощущать контакт со слушателями.

## Участники проекта
- Владимир Нелинов
- Джон Кукарямба
- Андрей Байрамов
- Владимир Кудрявцев
- Андрей Явный
- Ян Бедерман (саксофоны, английский рожок, флейты, дудук, тувинский игил, гиджак, рубап, барабаны, перкуссия, обертоновое пение)
- Варлаам Проколов

## Альбомы
- 2006 — «Light Of Sirius» (CD, Teleport Company LTD).
- 2005 — «Go Of Your Head» (CD).
- 2005 — «Be Careful! The Doors Are Opening» (CD).
- 2005 — «Off Harvest» (CD).